# Eodorcadion tuvense
Eodorcadion tuvense es una especie de escarabajo longicornio del género Eodorcadion, categorizada en la tribu Dorcadionini, de la subfamilia Lamiinae. Fue descrita por Plavilstshikov en 1958.

## Descripción
Mide 11-24 mm de longitud.

## Distribución
Se distribuye por Rusia.